# Campionati svizzeri di sci alpino 1988
Ai Campionati svizzeri di sci alpino 1988 furono assegnati i titoli di discesa libera, slalom gigante, slalom speciale e combinata, sia maschili sia femminili, e di supergigante maschile; oltre agli sciatori svizzeri, poterono concorrere al titolo anche gli sciatori di nazionalità liechtensteinese.

## Risultati
| Specialità      | Uomini         | Donne               |
| --------------- | -------------- | ------------------- |
| Discesa libera  | William Besse  | Heidi Zeller-Bähler |
| Supergigante    | Thomas Bürgler | non assegnato       |
| Slalom gigante  | Joël Gaspoz    | Michela Figini      |
| Slalom speciale | Hans Pieren    | Vreni Schneider     |
| Combinata       | Patrick Staub  | Sandra Burn         |